# 唐伯虎三戲秋香
《唐伯虎三戲秋香》（英語：The Romantic Poet），香港亞洲電視拍攝製作的古裝劇集，由查傳誼監製，劇集於1983年1月24日首播，共20集。

## 剧情簡介
唐伯虎與秋香的故事，早已膾炙人口。有關這位姑蘇才子的生平，以「三笑」追求秋香一段最為人津津樂道。加上唐伯虎家中八位貌美如花的妻妾，以及他與幾位好友祝枝山、周文賓、文征明之間的有趣迭事，引人入勝。
明代才子唐寅（劉緯民飾），生性風流，除原配陸昭容（禤素霞飾）外，已納七妾，仍未滿足。唐與祝枝山（張錚飾）、周文賓（吳剛飾）、文徵明（關偉倫飾）是惺惺相惜的好友。元宵佳節，四人戲賭周扮女人應約外出，豈料弄巧成拙，周反娶得惡霸王老虎之妹秀英為妻，令唐寅又萌訪豔之意。
唐游靈隱寺，恰遇豔婢秋香（余安安飾），驚為天人，狂追不舍，後才知她是華太師府婢女。為接近秋香，唐隻身入華府為奴，後被調任華氏兄弟的書僮。唐才華出眾，深得華夫人歡心，但秋香仍不瞅不睬。後秋香在唐之表姐，即華二夫人證實唐之身份後才肯接受唐之愛意。
唐娶得秋香，決離華府，在途中遇到寧王（王偉飾）欲引為幕僚，不料竟因此而引致殺身之禍。

## 演員表
- 劉緯民 飾 唐伯虎
- 余安安 飾 秋　香
- 張　錚 飾 祝枝山
- 吳　剛 飾 周文賓
- 關偉倫 飾 文徵明
- 李　影 飾 趙玉君
- 王　偉 飾 寧王
- 禤素霞 飾 陸昭容
- 鮑漢琳 飾 華鴻山
- 唐若菁 飾 太夫人
- 蕭山仁 飾 華　文
- 車保羅 飾 華　武
- 岑清媚 飾 華文妻
- 馮　真 飾 華武妻
- 周麗娟 飾 石　榴
- 袁愛珍 飾 春　香
- 鄧綠茵 飾 夏　香
- 周美玲 飾 舊秋香
- 雷望寧 飾 冬　香
- 凌文海 飾 李士寶
- 良　鳴 飾 劉養正
- 梁志琪 飾 唐　慶
- 徐寶鳳 飾 唐伯虎二妻
- 陳彩雲 飾 唐伯虎三妻
- 陳美儀 飾 唐伯虎四妻
- 鄭恕峰 飾 徐　堅
- 陸兆江 飾 徐堅老師
- 譚德成 飾 祝書僮
- 凌禮文 飾 陳秀才
- 許英秀 飾 王本立
- 關子標 飾 王　佼
- 曾健明 飾 學　生
- 李力群 飾 學　生
- 李　雲 飾 華府管家
- 凌腓力 飾 王老虎
- 楊雅潔 飾 王秀英
- 阮令濤 飾 地保長
- 吳　桐 飾 程敏政
- 陳植槐 飾 米田共
- 陳中堅 飾 趙星海
- 李壽祺 飾 王大人
- 區小寶 飾 春　花
- 黃雪梅 飾 妓　婆
- 孟　浪 飾 大隻佬
- 曾健明 飾 方　丈
- 石中玉 飾 唐府管家
- 李　鳳 飾 安　妃
- 鄧德光 飾 謝業生
- 黃冬梅 飾 絳　仙
- 梁淑蘭 飾 白　雪
- 陳陀杰 飾 杜翰林
- 黃英凌 飾 杜月芳
- 陳彩燕 飾 壽　姑
- 麥天恩 飾 正　德

## 外部連結
- 唐伯虎三戲秋香